# 전남대학교 박물관
전남대학교 박물관은 광주광역시 북구 용봉동에 자리한 전남대학교 부속 박물관이다. 전남대학교 안에 위치하며, 전남대후문 쪽에 있다. 전남대학교 용봉문화관에 위치하기도 한다. 국내외 역사학ㆍ고고학ㆍ미술사ㆍ민속학ㆍ인류학ㆍ자연사 분야의 자료뿐만 아니라 향토문화의 연구 자료도 수집ㆍ보존ㆍ전시하여 교직원ㆍ학생 및 지역민에게 연구ㆍ교육 자료로 제공하기 위해 설립되었다. 전시 외에도 유물의 수집과 보존ㆍ연구ㆍ출판ㆍ국제교류 등 다양한 활동을 통해 지역 문화 창달의 중추 역할을 담당하고 있다. 특히 지역 문화유산의 발굴과 지표조사를 실시하여 향토사의 재조명에 일익을 담당해 왔으며, 학생과 시민이 함께 하는 문화강좌와 문화유산 답사를 통해 사회교육도 실시하고 있다.

## 전시
전시실은 선사실ㆍ마한실ㆍ도자실ㆍ불교미술실ㆍ회화실ㆍ민속실ㆍ공룡실로 이루어진 상설전시실과 다양한 주제의 전시를 추진하는 기획전시실로 구성되어 있다. 또한 다양한 문화체험을 할 수 있는 학습장도 운영하고 있다.

### 상설전시

#### 선사실
선사실은 구석기 시대~청동기 시대에 이르기까지의 대표적인 유물들이 시대별로 전시되어 있다. 전남대학교박물관에서 그동안 발굴조사한 고인돌 유적을 중심으로 고인돌에 대해 종합적으로 이해할 수 있도록 하였다.

#### 마한실
마한실은 마한의 역사와 문화를 보여주는 다양한 유물들이 전시되어 있다.

#### 도자실
도자실은 실비색의 아름다운 빛깔을 맛볼 수 있는 순청자, 구름과 학.모란무니가 새겨진 상감청자 등 11세기~14세기에 이르는 고려청자의 대표적인 작품을 맛볼 수 있도록 꾸며졌다.

#### 불교미술실
불교미술실은 운주사, 용천사, 공림사지 등에서 출토된 유물을 중심으로 우리 지역 불교미술의 흐름을 볼 수 있도록 꾸며졌다.

#### 회화실
회화실은 우리 지역 서화전통의 흐름을 감상할 수 있도록 꾸며졌다.

#### 민속실
민속실은 남도지방에서 벼농사를 주업으로 하고 있는 초가집을 통해 남도의 민속문화를 이해하도록 꾸며졌다. 안방과 부엌, 대청과 헛간에 놓이던 살림살이와 각종 옹기 등 생활유물을 볼 수 있다.

## 조직
조직은 관장 아래에 행정실과 학예연구실로 구성되어 행정업무, 전시, 소장유물 및 유물수장고 관리, 대여ㆍ기탁 등의 업무를 분담하고 있다.